# Serge Lepage
Pour les articles homonymes, voir Lepage.
 (avril 2025).
La mise en forme du texte ne suit pas les recommandations de Wikipédia : il faut le « wikifier ».
Les points d'amélioration suivants sont les cas les plus fréquents :
- Les titres sont pré-formatés par le logiciel. Ils ne sont ni en capitales, ni en gras.
- Le texte ne doit pas être écrit en capitales (les noms de famille non plus), ni en gras, ni en italique, ni en « petit »…
- Le gras n'est utilisé que pour surligner le titre de l'article dans l'introduction, une seule fois.
- L'italique est rarement utilisé : mots en langue étrangère, titres d'œuvres, noms de bateaux, etc.
- Les citations ne sont pas en italique mais en corps de texte normal. Elles sont entourées par des guillemets français : « et ».
- Les listes à puces sont à éviter, des paragraphes rédigés étant largement préférés. Les tableaux sont à réserver à la présentation de données structurées (résultats, etc.).
- Les appels de note de bas de page (petits chiffres en exposant, introduits par l'outil «  Source ») sont à placer entre la fin de phrase et le point final[comme ça].
- Les liens internes (vers d'autres articles de Wikipédia) sont à choisir avec parcimonie. Créez des liens vers des articles approfondissant le sujet. Les termes génériques sans rapport avec le sujet sont à éviter, ainsi que les répétitions de liens vers un même terme.
- Les liens externes sont à placer uniquement dans une section « Liens externes », à la fin de l'article. Ces liens sont à choisir avec parcimonie suivant les règles définies. Si un lien sert de source à l'article, son insertion dans le texte est à faire par les notes de bas de page.
- La présentation des références doit suivre les conventions bibliographiques. Il est recommandé d'utiliser les modèles {{Ouvrage}}, {{Chapitre}}, {{Article}}, {{Lien web}} et/ou {{Bibliographie}}. Le mode d'édition visuel peut mettre en forme automatiquement les références.
- Insérer une infobox (cadre d'informations à droite) n'est pas obligatoire pour parachever la mise en page.

Pour une aide détaillée, merci de consulter Aide:Wikification.
Si vous pensez que ces points ont été résolus, vous pouvez retirer ce bandeau et améliorer la mise en forme d'un autre article.
Serge Lepage est un créateur de haute couture né en 1936. Il a fait ses armes à l’école de la Chambre Syndicale de la Couture Parisienne, l’ancêtre de l’actuel Institut Français de la Mode (IFM). Dès 1954, alors qu’il n’a que 18 ans, Lepage fonde sa propre société et devient styliste indépendant.
Son talent ne tarde pas à être reconnu, et en 1967, il obtient le statut de maison de haute couture, parrainé par Nina Ricci et Molyneux, et s’installe 14, rue Cambon, dans les anciens locaux de la maison Raphaël.

## La maison Heim (1973)
En 1973, la maison de couture Heim, alors morcelée entre les différentes licences qui maintenaient le nom en activité, fait appel au jeune Serge Lepage dans le but de relancer l’activité haute couture qui avait cessé en 1969. En effet après le décès de Jacques Heim en 1967 son fils Philippe Heim, entré dans l’entreprise en 1949 et directeur adjoint depuis 1955, confie la direction artistique à Jean Pomarède qui est remplacé en 1968 par Jacques Delahaye, un jeune créateur de prêt-à-porter visionnaire qui avait anticipé la mini-jupe, deux ans avant Courrèges et Quant. L’aventure de Lepage chez Heim fut de courte de durée car malgré les critiques positives, la tentative de relance échoua,. Après cette période, Serge Lepage reprit son activité en nom propre.

## La maison Schiaparelli-Lepage (1977-1979)
En 1954, Elsa Schiaparelli ferme son activité de couture, mais la marque survit grâce aux licences d’accessoires et de parfums jusqu’en 1973, peu avant son décès, l’entreprise est vendue à un groupe milanais. C’est en 1976 que Guido Sassoli décide de relancer l’activité haute couture afin d’appuyer la relance des parfums qui a eu lieu la même année. Pour cela, il choisit de s’associer à Serge Lepage. Cette collaboration marque une nouvelle ère pour Schiaparelli, sous le nom de Schiaparelli-Lepage, un partenariat comparable à celui de Lanvin et Antonio Canovas del Castillo entre 1950 et 1963 ou la maison était devenue Lanvin-Castillo.
Le printemps 1977 voit le lancement de la première collection haute couture sous la direction de Serge Lepage. Intitulée « Collection Botticelli », elle reçoit un accueil favorable de la critique, posant les bases d’une renaissance réussie pour la maison. C’est pour cette collection que la maison réalise un coup de communication spectaculaire. Schiaparelli-Lepage dévoile une robe en mousseline brodée de 512 diamants véritables, d’une valeur estimée à 10 millions de francs, ce qui en fait la robe la plus chère du monde à l’époque. Présentée dans la cour du Ritz, la robe est escortée par des policiers et transportée dans un camion blindé, rappelant l’image mémorable de Françoise Hardy portant une robe en or de Paco Rabanne, également escortée par la police neuf ans plus tôt en 1968. La robe est mentionnée dans le Guiness Book des records de 1978 et présente dans toutes éditions jusqu’aux années 1990.
La collection suivante pour l’automne-hiver 1977-78, baptisée « Collection Byzance », est un hommage somptueux à Théodora de Byzance, qui devient la muse de Lepage pour cette saison. La collection est présentée sur des escaliers géants place Vendôme devant les ateliers de la maison. Il recevra pour cette collection « l’aiguille d’or » une récompense annexe du dé d’or visant à récompenser la collection la plus créative, avec un jury composé de 18 journalistes parisiens Le prix lui est décerné après avoir remporté la moitié des voix du jury. C’est à ce moment-là que la ligne « Schiaparelli Atelier », qui était la ligne de prêt-à-porter de la maison, fortement inspirée des collections couture est lancée.
La dernière collection de Serge Lepage pour Schiaparelli est présentée en janvier 1979. Peu de temps après, le contrat entre Lepage et la maison prend fin, désireux de retrouver plus de liberté et d’indépendance créative. L’activité couture de la maison est de nouveau mise en sommeil avec son départ, néanmoins un successeur à Lepage était pressenti.

## La maison Serge Lepage (1979-1991)
Il rouvre sa propre maison au 15 rue Duphot avec une nouvelle équipe. Dès 1980 il lance une petite ligne de prêt à porter.
Cependant, des difficultés financières et de gestion dues à sa volonté d’indépendance vis-à-vis des investisseurs l’amènent en 1982 à vendre ses meubles pour financer la création de ses robes. Il présente alors sa collection au Grand Trianon de Versailles.
En 1984, il s’installe au 29, rue François Ier, dans le huitième arrondissement de Paris.
L’une des dernières mentions de la maison Serge Lepage se trouve dans un article du journal français Libération paru en 1995 qui traitait de la crise de la couture des années 1990. La maison ferme en 1991 à cause de problèmes avec son actionnaire japonais, Igin & Co.,.